# Riek Aron
Ulrich Edward (Riek) Aron (Paramaribo, 5 oktober 1945 – aldaar, 20 april 2025) was een Surinaams politicus van de PALU en oud-voorzitter van de Rekenkamer van Suriname.

## Biografie
Aron was een bestuurskundige en studiegenoot van Jules Wijdenbosch. Hij was al voor Suriname eind 1975 onafhankelijk werd directeur van de Nederlandse stichting 'Terug naar Suriname' (Tenasu) die in Nederland wonende Surinamers ondersteunde bij de terugkeer naar Suriname.
Onder leiding van Desi Bouterse kwamen de militairen op 25 februari 1980 door een staatsgreep aan de macht. Kort voor of na de Decembermoorden in 1982 keerde Aron terug naar Suriname en daarna volgde zijn benoeming tot districtscommissaris van Marowijne. Aron werd lid van de '25 Februari Beweging' en als zodanig werd hij in januari 1985 de voorzitter van De Nationale Assemblée (DNA). Het parlement bestond toen uit 31 leden: 14 aangewezen door de militairen (waaronder Aron), elf door de vakbeweging en zes door de werkgevers. In die periode was Aron actief betrokken bij het opstellen van een nieuwe grondwet ter vervanging van de grondwet uit 1975.
Eind 1987 waren er de eerste parlementsverkiezingen van na de staatsgreep en daarmee het herstel van de democratie. Een maand later werd Jagernath Lachmon weer voorzitter van het parlement. Tijdens het presidentschap van NDP'er Wijdenbosch werd Aron in 1998 benoemd tot voorzitter van de Rekenkamer van Suriname wat hij tot 2008 zou blijven.
Later was hij actief als voorzitter van de stichting Politiek Documentatie Centrum (PolDoc) die ook de uitgever is van het door hem geschreven boek Sabi yu sten: kies bewust. Daarnaast was hij oprichter en voorzitter van het Instituut voor Bestuurs Ambtenarenopleidingen in Suriname (IBAS) Ook maakte hij deel uit van het Tripartiet Overleg, dat middels Presidentieel Besluit werd ingesteld op 23 maart 2011.
Aron bracht in 2024 zijn autobiografie Dankbaar – Het leven en werk van Ulrich Edward Aron uit.
Riek Aron overleed in 2025 op 79-jarige leeftijd.